# Божьи коровки (фильм)
«Божьи коровки» — комедийный художественный фильм, премьера которого состоялась 27 марта 1992 года.
Слоган из фильма — «He’s Coach… not first class».

## Сюжет
Честер Ли добровольно берется тренировать футбольную команду тринадцатилетних девочек «Божьи коровки». Команду спонсирует его компания и в ней играет дочь босса. Он надеется благодаря этому получить повышение по службе.

## В ролях
- Родни Дэнджерфилд — Честер Ли, тренер
- Джонатан Брэндис — Мэтью
- Джеки Гарри — Джули Бенсон
- Винесса Шоу — Кимберли Маллен
- Джиннетта Арнетт — Глиннис Маллен
- Илен Графф — Бесс
- Нэнси Парсонс — Энни, тренер
- Блейк Кларк — Билл, тренер
- Чак МакКанн

## Производство
Съемки проходили с июля по сентябрь 1991 года в Денвере, Колорадо, и его окрестностях.

## Критика
На агрегаторе рецензий Rotten Tomatoes рейтинг одобрения составляет 12 %, а средний рейтинг — 3,7 из 10 на основе 17 отзывов.
Майкл Уилмингтон из Los Angeles Times написал, что фильм «имеет устаревший, гладкий, переработанный вид стандартного студийного продукта». Винсент Кэнби из The New York Times писал: «Даже когда материал слабый, как здесь, мистер Дэнджерфилд иногда кажется забавным».